# Макриан Младший
Макриан Младший (Тит Фульвий Юний Макриан) — римский император-узурпатор в 260-261 годах.
Макриан Младший был сыном полководца Макриана Старшего и братом Квиета. При Валериане I служил трибуном. В 260 году, воспользовавшись тем, что император Валериан I в битве при Эдессе был захвачен в плен персами, Макриан Старший и префект претория Баллиста, не имевшие возможность стать императорами, провозгласили августами Макриана Младшего и Квиета императорами восточных провинций, чтобы они совместно правили теми. В 261 году Макрианы отправились в поход на Рим, чтобы подтвердить свои права на императорский престол, но были разбиты полководцем узурпатора Авреола Домицианом. Оба Макриана были убиты. Вскоре погиб и младший брат Макриана Младшего Квиет, убитый правителем Пальмиры Оденатом.